# Чумной бунт

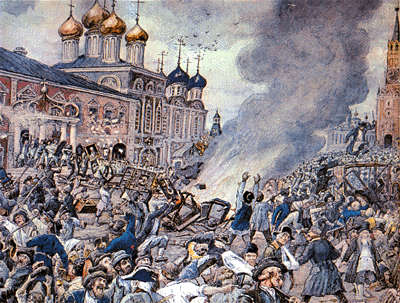
Чумной бунт. Акварель Эрнеста Лисснера, 1930-е годы

Чумно́й бунт — московский бунт (восстание), длившийся с 15 сентября по 17 сентября 1771 года.
Эпидемия чумы 1770—1772 годов — последняя крупная вспышка этой болезни в Европе, пришедшая в Москву из Северного Причерноморья во время русско-турецкой войны, вызвала в городе ужасающую смертность (умирало больше тысячи человек в день), безвластие, панику и бунт. Непосредственным поводом к восстанию стал наложенный московским архиепископом Амвросием (Зертис-Каменским) запрет на проведение молебнов у Боголюбской иконы Божией Матери, располагавшейся у Варварских ворот Китай-города. Амвросий стремился предотвратить массовое скопление народа, способствовавшее распространению чумы. В ответ толпа разграбила Чудов и Донской монастыри, убила архиепископа, после чего стала громить богатые дома, карантины, чумные больницы.
Подавлением восстания командовал генерал-поручик Пётр Еропкин. По его сообщениям, около 100 человек были убиты, 313 бунтовщиков арестованы, из них четверо казнены. Направленные из столицы войска под командованием графа Григория Орлова навели порядок в городе, а созданная им комиссия по борьбе с чумой способствовала преодолению эпидемии.

## Чума

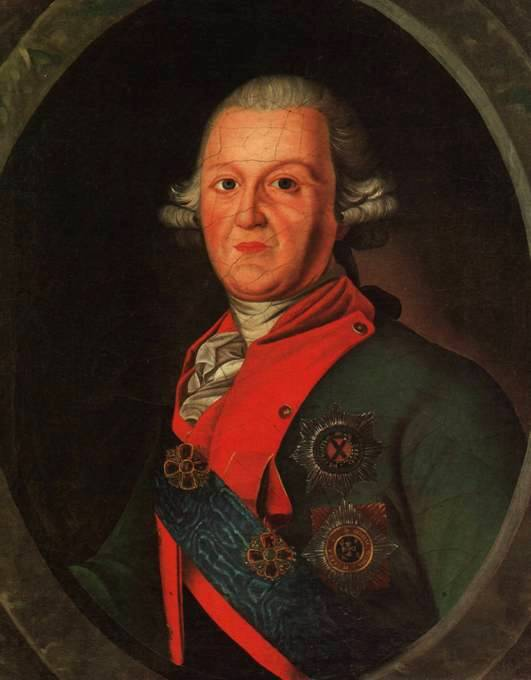
Портрет Петра Еропкина, XVIII век

### Первые заражения
В Россию эпидемия чумы проникла через территории нынешних Молдавии и Украины с турецкого фронта во время войны c Османской империей. Чума распространилась до Москвы вместе с вернувшимися солдатами, а также через товары и добычу. Поскольку в Москву ввозили различные товары, которые доставлялись из других стран и могли быть переносчиками чумы, вокруг города установили карантины и заставы.
По одной из версий, источником заражения стали шерсть и шёлк, ввозимые на московские мануфактуры торговцами с Османской территории.
В ноябре 1770 года в Московском генеральном госпитале (ныне Главный военный клинический госпиталь имени Н. Н. Бурденко) Лефортовской слободы умер привезённый из армии офицер, а затем лечивший его лекарь-прозектор. Впоследствии от чумы скончались 22 из 27 человек, находившихся в госпитале. Дальнейшего распространения эта вспышка не получила. Старший медик и генеральный штаб-доктор Афанасий Шафонский первым диагностировал «моровую язву» и сообщил об этом властям. Став одним из ведущих медиков, принимающих участие в борьбе с эпидемией, Шафонский опубликовал фундаментальный труд «Описание моровой язвы, бывшей в столичном городе Москве с 1770 по 1772 г.». Активно боролись с чумой также первый российский доктор медицины Густав Орреус, изобретатель окуривательного дезинфекционного порошка Касьян Ягельский, профессора медицинского факультета Императорского Московского университета Семён Зыбелин, Пётр Вениаминов и Пётр Погорецкий.
Вторым крупным очагом распространения болезни стал Большой суконный двор в Замоскворечье. С 1 марта по 9 марта 1771 года на фабрике умерло 130 человек. После этого предприятие закрыли, а рабочих перевели за город.
Изначально правительство уверяло жителей, что болезнь не так уж опасна — не чума, а «заразительная горячка», но после второй вспышки заражения московский главнокомандующий Пётр Салтыков сообщил императрице Екатерине II о появлении в Москве «опасной болезни». Превентивные меры были приняты слишком поздно, а устройство карантинов и изоляторов не было действенным из-за недоверия населения к больницам и докторам, которые к тому же были по большей части иностранцами. В народе считали, что никто из попавших в карантин не выходит живым.

### Эпидемия
Чума поражала прежде всего городскую бедноту, рабочих фабрик и мануфактур, живших плотно и в антисанитарных условиях. Обстановка в Москве середины XVIII века также способствовала распространению смертельной болезни: мусор и отходы не вывозились, а выбрасывались на улицы и сливались в ручьи и реки. Пик эпидемии пришёлся на период с июля по ноябрь 1771 года. Ежедневно умирало более тысячи человек. Трупы умерших выбрасывались на улицу или тайно зарывались в садах, огородах и подвалах.
Московское начальство не выходило из своих домов или уезжало из Москвы. В разгар эпидемии из города уехали главнокомандующий Пётр Салтыков, московский гражданский губернатор Иван Юшков и обер-полицмейстер Николай Бахметев. После отъезда должностных лиц руководство городом перешло к генерал-поручику Петру Еропкину. Главной его задачей было сдерживание эпидемии, чтобы чума «не могла и в самый город С.-Петербург вкрасться». Для этого Еропкину было предписано никого не пропускать в Москву и не выпускать оттуда.
По указанию Екатерины II в 1772 году была сформирована комиссия для изучения причин распространения чумы в Москве, а также в целях разработки мер борьбы с ней. Среди предписаний была принудительная изоляция людей, больных чумой и имеющих схожие симптомы. В карантинах они содержались от 20 до 40 дней, однако без особого надзора и питания. Вещи умерших от чумы должны были сжигаться. Эту работу поручили «мортусам» — арестантам, одетым в вощаные (навощённые) балахоны с дырами для глаз и рта. Убирая умерших с улиц и забирая покойников из домов, они подцепляли трупы специальными крюками.
В Москве царила паника. Иоганн Якоб Лерхе, один из врачей, боровшихся с эпидемией, писал: «Невозможно описать ужасное состояние, в котором находилась Москва. Каждый день на улицах можно было видеть больных и мёртвых, которых вывозили. Многие трупы лежали на улицах: люди либо падали мёртвыми, либо трупы выбрасывали из домов. У полиции не хватало ни людей, ни транспорта для вывоза больных и умерших, так что нередко трупы по 3-4 дня лежали в домах». Среди населения, страдавшего от чумы, голода, безработицы и произвола властей, появились призывы к выступлению и мятежу.

## Ход восстания

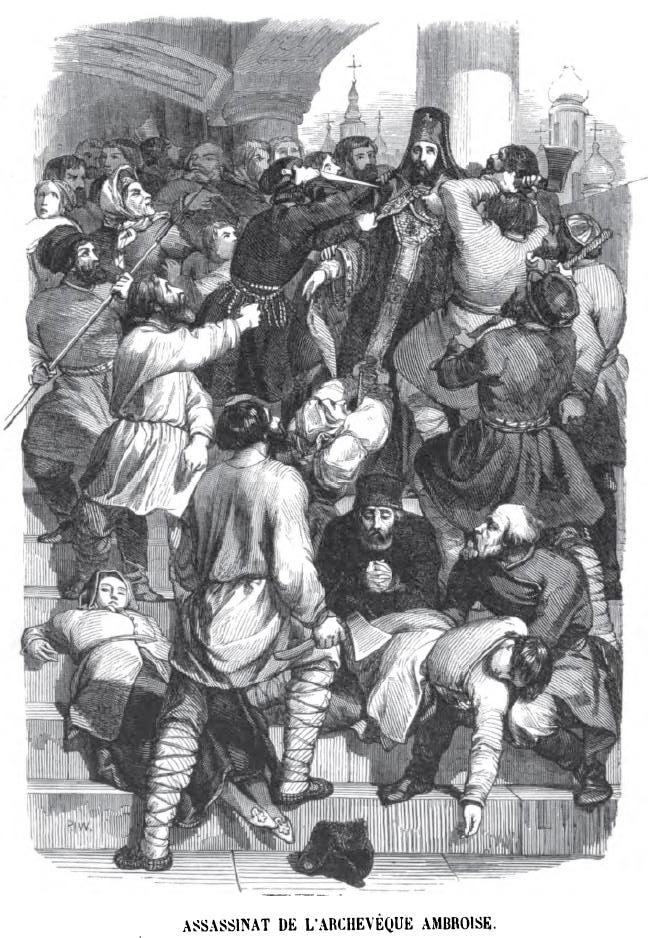
Убийство архиепископа Амвросия, гравюра Шарля Мишеля Жоффруа, 1845 год

Первые вспышки массового недовольства возникли ещё 29 августа и 1 сентября в Лефортове. Поводом для восстания послужил инцидент с Боголюбской иконой Божией Матери у Варварских ворот Китай-города. В народе распространялось поверье в чудотворность иконы и в то, что она может исцелить от «моровой язвы». Толпы народа стали стекаться к Варварским воротам, служить молебны, приносить пожертвования. Московский архиепископ Амвросий, понимая, что подобное скопление народа способствует распространению заразы, запретил молебны, а икону повелел перенести в церковь Кира и Иоанна. Пожертвованные деньги опечатали, но верующие решили, что архиепископ присвоил подношения. 15 сентября 1771 года после звона колокольного набата несколько тысяч людей, вооруженных дубинами, топорами, камнями и кольями, собрались у Варварских и Ильинских ворот с криками: «Грабят Богородицу!» В этот день толпа ворвалась в Чудов монастырь в Кремле и разграбила его. По сообщению московского обер-полицмейстера Н. И. Бахметева, в бунте приняло участие «до десяти тысяч, из которых большая половина с дубьем». Пётр Еропкин доложил Екатерине II, что «в народе сем находились боярские люди, купцы, подьячие и фабричные». По данным исследователя Джона Александра, большинство арестованных после бунта людей принадлежали к беднейшим слоям населения — были слугами и крестьянами.
На следующий день, 16 сентября, на московские улицы вышло ещё больше восставших. Часть из них двинулась к Донскому монастырю, в котором укрывался архиепископ. После того как монастырь был взят приступом, толпа стала искать Амвросия. Священнослужителя нашли на хорах храма монастыря, вытащили за стены и устроили публичный допрос. Один из восставших, дворовый Василий Андреев, ударил Амвросия колом, после чего архиепископа долго били и истязали. 17 сентября тело убитого внесли в Малый собор, где оно оставалось до прибытия графа Григория Орлова. 4 октября по приказу Орлова архиепископа Амвросия торжественно погребли в том же соборе. В течение года имя покойного поминали во время церковных служб, а убийцам была объявлена анафема. Впоследствии на месте убийства святителя был установлен памятник — каменный крест.
Другая часть толпы, не пошедшая в монастырь, отправилась громить карантинные дома и больницы. В одной из больниц мятежники напали на известного в то время доктора и эпидемиолога Данилу Самойловича. Впоследствии он вспоминал: «Я первый попал в руки бунтовщиков, стоявших у Даниловского монастыря. Они схватили меня, избили… Я чудом спасся от неблагодарных, искавших моей погибели». Также бунтовщики разоряли особняки и имения московской знати, покинувшей свои дома.
Пётр Еропкин, старший по званию из оставшихся в Москве, с остатками войск оперативно приступил к восстановлению порядка, призвал Великолуцкий полк и принял над ним командование. В его распоряжении было около 10 тысяч солдат и офицеров, которые картечью и штыковыми атаками оттесняли восставших.
16 сентября Еропкин ввёл войска в город. Конница рубила бунтовщиков, остававшихся внутри Кремля, а солдаты кремлёвского гарнизона пошли отбивать Чудов монастырь, в котором повстанцы оборонялись камнями. Мятежники были вытеснены с территории Кремля, но начали бить в набат в окрестных церквях, призывая народ присоединиться к бунту.
17 сентября бунтовщики опять подступили к Кремлю с требованием выдать им Еропкина и освободить пленных и раненых. Согласно источникам, мятежники пришли за ним в особняк на Остоженке, но там его не нашли. В Спасских, Никольских и Боровицких воротах по приказу Еропкина были выставлены пушки и защитные отряды. Еропкин попытался договориться с восставшими, выслав на Красную площадь обер-коменданта, но в ответ посыльного «чуть… до смерти каменьями не убили». После трёхдневных боёв бунт был подавлен. По данным Еропкина, всего было убито около 100 человек.
Генерал Еропкин отправил Екатерине II донесение с докладом о событиях, прося прощения за кровопролитие в Москве и обращаясь с просьбой уволить его с должности. Императрица выслала генералу приказ об увольнении с непроставленной датой, давая возможность распорядиться им самостоятельно, а также наградила 20 тысячами рублей.

## Меры после бунта

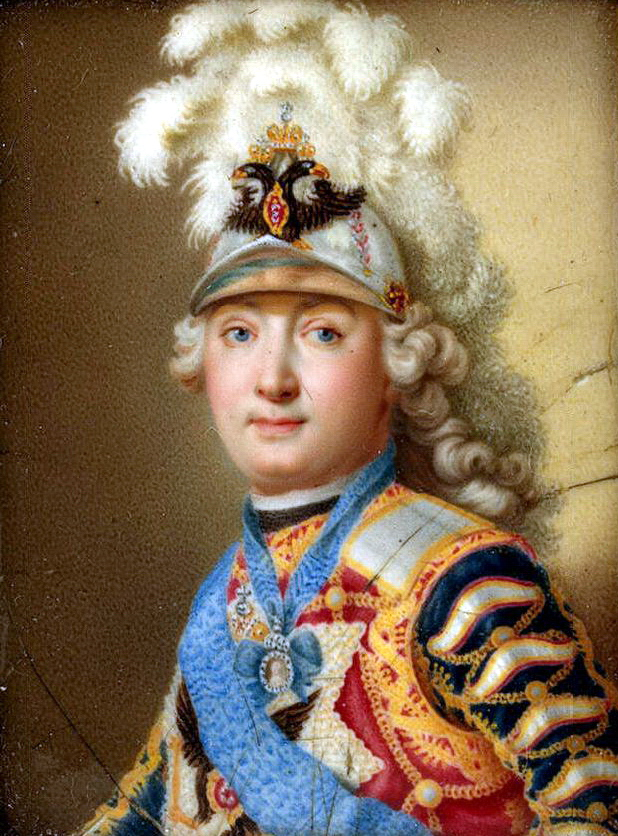
Портрет Григория Орлова, 1770-е годы

Для наведения порядка правительство направило в Москву (хронологически — войска были отправлены в Москву ещё до начала бунта, а прибыли — уже после подавления восстания) четыре лейб-гвардейских полка под командованием Григория Орлова. Из Петербурга для ведения следствия и суда над бунтовщиками прибыла генеральная комиссия из восьми человек во главе с генерал-прокурором Всеволодом Алексеевичем Всеволожским. В Москве начались облавы и аресты, имена зачинщиков движения выясняли под пытками.
Власти по приказу императрицы удалили язык Спасского набатного колокола (на Набатной башне), собиравшего людей на улицах и площадях, чтобы предотвратить новые выступления. В 1803 году сам колокол был снят с башни и передан в Арсенал, а в 1821 году — в Оружейную палату.
Граф Орлов составил план мер по подавлению эпидемии и поставил перед медиками следующие вопросы:

- Умножающаяся в Москве смертоносная болезнь та ли, что называется моровою язвою?
- Чрез воздух ли ею люди заражаются или от прикосновения к зараженному?
- Какия суть средства надежнейшия к предохранению от оной?
- Есть ли, и какия способы ко уврачеванию зараженных?

Для борьбы с эпидемией Орлов приказал открыть новые карантины, создать специализированные изолированные инфекционные больницы, увеличить число больниц общих практик и поднять жалованье докторам. Город разделили на 27 участков, на территории которых производился учёт и изоляция больных, а также вывоз умерших. Выписанным из карантина предлагали материальную поддержку. На заставах за городом мужчинам платили по 15 копеек в день, а женщинам — по 10. Женатых людей, выписавшихся из больницы, награждали по 10 рублей, холостых — по 5. Эта мера стала более эффективным средством по привлечению людей в карантины и по борьбе с чумой, чем самые строгие запреты.
Эпидемия стала причиной мер по улучшению санитарно-эпидемиологической обстановки в Москве: открывались новые бани, организовывались работы по починке дорог и расчистке площадей от старых построек и мусора, дезинфицировали жилища и избавлялись от бродячих животных. По воспоминаниям современников, Орлов лично обходил больницы, сопровождая врачей, и проверял качество содержания больных. Вернулись к работе городские службы, возобновились поставки в город продовольствия и питьевой воды. Осенью эпидемия чумы пошла на убыль: в сентябре от болезни скончалось порядка 21,5 тысячи человек, в октябре — 17,5 тысячи, ноябре — 5,2 тысячи, а в декабре — 805 человек.
В ноябре Екатерина II вызвала Орлова обратно в Петербург, комиссия обер-прокурора Всеволожского продолжила работу в Москве. Действия Орлова по борьбе с эпидемией и наведению порядка в Москве были высоко оценены и награждены императрицей. Граф был торжественно встречен: в Екатерининском парке в его честь возвели мраморную триумфальную арку (Орловские ворота) с надписью «Орловым от беды избавлена Москва» по проекту архитектора Антонио Ринальди. На аттике паркового фасада написано: «Когда в 1771 годе на Москве был мор на людей и народное неустройство, генерал фельдцейхмейстер граф Григорий Орлов, по его просьбе получив повеление туда поехать, установил порядок и послушание, сирым и неимущим доставил пропитание и исцеление и свирепство язвы пресек добрыми своими учреждениями». В честь Григория Орлова была также отчеканена медаль, на которой были выбиты надписи: «Россия таковых сынов в себе имеет» и «За избавление Москвы от язвы в 1771 году», эти медали Орлов мог вручить тому, кого он бы посчитал достойным награды.
Более 300 участников бунта были отданы под суд, приговоры были подписаны лично императрицей в начале ноября. Четверо организаторов бунта и инициаторов убийства Амвросия повешены, около 200 участников были биты кнутом и отправлены на каторгу.

## Последствия эпидемии и бунта

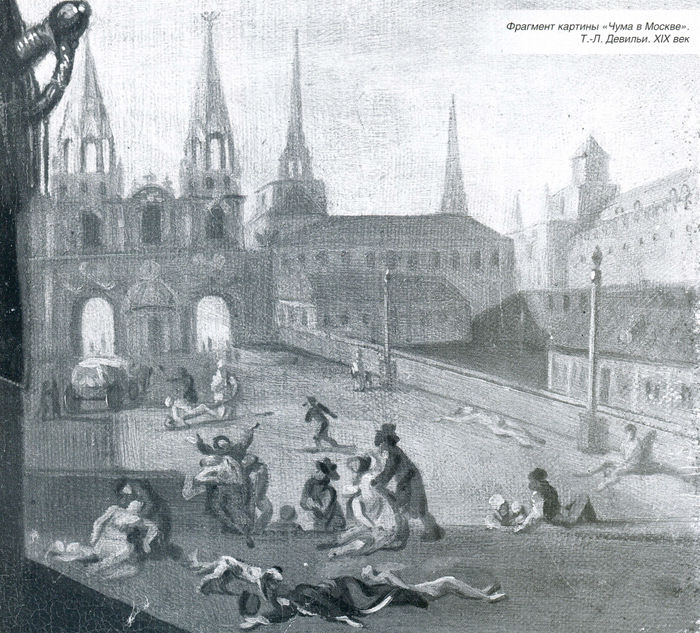
Изображение чумного бунта Теодора-Луи Девильи, XIX век

После эпидемии чумы, прокатившейся по России в 1770—1772 годах, властям пришлось принимать срочные административные, финансовые и военные меры, демонстрируя просвещенность в борьбе с болезнью.

### Жертвы
Согласно отчётам, предоставленным Орловым в Государственном совете, с момента начала эпидемии до конца ноября 1771 года в Москве от чумы умерло около 50 тысяч человек. Эти цифры подтверждаются данными московского врача Александра Судакова, называющими цифру в 56 907 человек. В письме же Екатерины немецкому публицисту Фридриху Мельхиору Гримму от 30 января 1775 года отмечается, что в Москве от чумы умерло более 100 000 человек.
Принятые правительством меры по борьбе с болезнью, обеспечению горожан работой и продовольствием стоили короне немалых средств: комиссия во главе с Орловым за несколько месяцев израсходовала порядка 95 тысяч рублей.

### Некрополи и кладбища
24 декабря 1771 года Правительствующим cенатом был издан указ «О сношении губернаторов и воевод с духовными правительствами по отводу мест для кладбищ и построения церквей», запрещающий погребения при церквях во всех городах империи. Указ предписывал производить все захоронения в специальных местах за чертой города. В Москве по распоряжению Григория Орлова стали хоронить за пределами Камер-Коллежского вала. Так возникли новые кладбища, в основном для умерших от моровой язвы: Миусское, Пятницкое, Дорогомиловское, Ваганьковское, Рогожское, Калитниковское, Даниловское, новое Татарское, Немецкое (Введенское) и единоверческие Преображенское (Николаевское) при карантинных домах.

### Водопровод
Эпидемия чумы и бунт сделали актуальным вопрос о водоснабжении города. Жители в основном получали питьевую воду из московских рек, качество воды которых было неудовлетворительным — Яуза и Неглинная были запущены и сильно загрязнены. По этой причине Екатерина II 28 июня 1779 года подписала указ о строительстве первого московского водопровода, который бы обеспечивал жителей города чистой водой. Специальная комиссия во главе с инженером Фридрихом Бауэром провела исследование ключевых вод во многих местах Москвы и её окрестностей. Строительство водопровода было начато в 1779 году и продолжалось 26 лет.

### Социальное недовольство
По версии советской историографии, чумной бунт 1771 года — одно из последних крупных народных восстаний в Москве феодальной эпохи. Как и многие предыдущие движения, оно отличалось стихийностью и скоротечностью. Исследователь Виктор Буганов отмечает, что московское восстание отразило острое недовольство социальных низов существующим положением, а также стало одним из факторов, предшествующих развитию народного протестного движения под предводительством Емельяна Пугачева.

## Бунт в искусстве
- Мордовцев, Даниил Лукич, повесть «Наносная беда»[54].
- Чумному бунту посвящён исторический роман графа Евгения Салиас-де-Турнемира «На Москве (Из времени чумы 1771 г.)»[55].
- В 1981 году на студии Центрнаучфильм был снят короткометражный фильм «Чумной бунт», воспроизводящий события 1771 года в Москве[56].
- На хронике бунта основан исторический детектив «Сыск во время чумы», написанный Далией Трускиновской и опубликованный в 2006[57].
- Чумной бунт упоминается в фильме Плесень.
- Борьба с чумой упоминается в 6-7 сериях сериала «Великая. Золотой век» 2023 года.